# Aéroport municipal de Fort Frances
L'aéroport municipal de Fort Frances est un aéroport situé en Ontario, au Canada.